# Penrod (romanzo)
Penrod è una raccolta di sketch comici di Booth Tarkington; il libro, che fu pubblicato per la prima volta nel 1914, segue le avventure di Penrod Schofield, un ragazzo di undici anni, cresciuto nel periodo che precede la prima guerra mondiale e il cui personaggio verrà ripreso da Tarkington in altri due libri: Penrod and Sam, del 1916, e Penrod Jashber, del 1929. I tre libri, nel 1931, verranno pubblicati in un solo volume con il titolo Penrod: His Complete Story.